# Mette Bock
Pour les articles homonymes, voir Bock (homonymie).
Mette Bock, née le 26 juillet 1957 à Gladsaxe au Danemark, est une femme politique danoise membre d'Alliance libérale (LA).

## Biographie
Mette Bock est diplômée en sciences politiques en 1986 à l'université d'Aarhus, puis en 1989 en philosophie à l'université du Danemark du Sud.
Dans les années 1990, elle est engagée au sein du Parti populaire socialiste, puis du Parti social-libéral.
Elle est élue députée au Folketing pour la première fois lors des élections législatives de 2011, sous l'étiquette de l'Alliance libérale.
Elle est réélue pour un second mandat lors des élections législatives de 2015, à l'issue desquelles elle intègre le bureau du Folketing,.
Le 28 novembre 2016, quand l'Alliance libérale entre dans le nouveau gouvernement de Lars Løkke Rasmussen, elle devient ministre de la Culture et des Affaires ecclésiastiques.
Le 12 septembre 2018, elle est désignée comme tête de liste de l'Alliance libérale en vue des élections européennes de 2019. Après que sa liste n'ait recueilli que 2,2 % des suffrages, échouant à remporter un siège, elle annonce se retirer de la vie politique après les élections législatives du 5 juin 2019.
En mars 2025, elle est nommée présidente de Museum Sønderjylland (da), une organisation regroupant plusieurs musées du Jutland du Sud.